# Sergio Hasselbaink
Sergio Hasselbaink (31 augustus 1982) is een Nederlands acteur en was een van de rappers van de groep Yung Internet.
Hasselbainks eerste rol op televisie was een gastrol in Flikken Maastricht in 2010. In 2011 maakte hij zijn filmdebuut met een hoofdrol in de dramafilm Sonny Boy. Hasselbaink kreeg in 2013 een hoofdrol in de Nederlandse komedieserie Popoz en een vaste bijrol in de Vlaamse serie Binnenstebuiten.
In 2024 was Hasselbaink een van de deelnemers aan het 24e seizoen van het RTL 4-programma Expeditie Robinson. Hij stopte op dag veertien en eindigde daarmee op de achttiende plaats.

## Filmografie

### Film
- 2009: Gewoon geluk, als vader Stacey
- 2011: Sonny Boy, als Waldemar Nods
- 2011: Stuk, als man in club
- 2012: Zombibi, als Jeffrey
- 2012: Code A1, als slachtoffer
- 2012: Victor Pinto Serveert: Rauwtafel, als Victor Pino
- 2012: Tears of Steel, als Barley
- 2012: At Your School, als Werner
- 2012: Verknipt, als Laurent
- 2015: Popoz, als Randy
- 2016: The Pain Body, als Orlando
- 2017: Lone Wolf, als bouncer
- 2019: War Save Me, als kindsoldaat
- 2023: De oneindige slijmfilm, als politieagent Randy
- 2025: Bad Boa's, als Egilio

### Televisie
- 2010: Flikken Maastricht, als Roy
- 2011: Van God Los, als Vurnon
- 2013: Binnenstebuiten, als John Palm
- 2013-2014: Popoz, als Randy
- 2015: Meiden van de Herengracht, als Winston Lapaz
- 2021: Mocro Maffia, als Duane Martina
- 2023: Broodje aap, als David
- 2024: Rwina, als Clifton
- 2024: De Pudding Club, als agent